# Dofinejske Alpe
Dufinejske Alpe (francosko Alpes du Dauphiné) je skupina gorskih verig v jugovzhodni Franciji, zahodno od glavne verige Alp. Gorovja v Dufinejskih Alpah vključujejo masiv Écrins (v Narodnem parku Écrins), Belledonne, verigo Taillefer in gore Matheysine.

## Etimologija
Dauphiné (izgovarja: [dofine]) je bivša francoska pokrajina, katere območje približno ustreza temu kar so sedaj departmaji Isère, Drôme in Hautes-Alpes.

## Geografija
So ločene od Kotijskih Alp na vzhodu s prelazom Col du Galibier in z zgornjo dolino reke Durance; od zahodnih Savojskih Alp (masiv Vanoise) na severovzhodu ob reki Arc; od nižjih območij planote Vercors in gora Chartreuse na zahodu po rekah Drac in Isere. Mnogi vrhovi se dvigajo več kot 3050 m visoko, z Barre des Ecrins (4102 m) kot najvišjim.
Administrativno del območja spada v francoske departmaje Isère, Hautes-Alpes in Savoie.
Celotno območje odmaka reka Rona s svojimi pritoki.

## Vrhovi
Glavni vehovi Dufinejskih Alp so:
| Vrh                          | višina (m)       | višina (m) |
| ---------------------------- | ---------------- | ---------- |
| Vrh                          | Barre des Écrins | 4102 m     |
| Meije                        | 3987 m           |            |
| Ailefroide                   | 3954 m           |            |
| Mont Pelvoux                 | 3946 m           |            |
| Pic Sans Nom                 | 3913 m           |            |
| Pic Gaspard                  | 3880 m           |            |
| Pic Coolidge                 | 3756 m           |            |
| Grande Ruine                 | 3754 m           |            |
| Le Râteau                    | 3754 m           |            |
| Les Bans                     | 3669 m           |            |
| Montagne des Agneaux         | 3660 m           |            |
| Sommet des Rouies            | 3634 m           |            |
| Aiguille du Plat de la Selle | 3596 m           |            |
| Olan                         | 3564 m           |            |
| Pic Bonvoisin                | 3560 m           |            |
| Aiguilles d'Arves            | 3514 m           |            |

| Vrh                       | višina (m) | višina (m) |
| ------------------------- | ---------- | ---------- |
| Vrh                       | Pic Bayle  | 3465 m     |
| Roche de la Muzelle       | 3459 m     |            |
| Massif des Écrins - Sirac | 3438 m     |            |
| Pic Felix Neff            | 3222 m     |            |
| Vieux Chaillol            | 3163 m     |            |
| Tete de Vautisse          | 3162 m     |            |
| Grand Pinier              | 3120 m     |            |
| Pic de Parieres           | 3050 m     |            |
| Mourre Froid              | 2996 m     |            |
| Grand Pic de Belledonne   | 2977 m     |            |
| Rocherblanc (Sept Laux)   | 2931 m     |            |
| Le Taillefer              | 2861 m     |            |
| Tete de l'Obiou           | 2793 m     |            |
| Pic du Frene              | 2810 m     |            |
| Grand Ferrand             | 2761 m     |            |
| Pic de Bure (Aurouse)     | 2712 m     |            |

## Prelazi
Glavni prelazi in prevali preko Dufinejskih Alp so:
| Ime                        | lokacija                                    | tip              | višina (m)         | višina (m)            |      |        |
| -------------------------- | ------------------------------------------- | ---------------- | ------------------ | --------------------- | ---- | ------ |
| Ime                        | lokacija                                    | tip              | Brèche de la Meije | La Berarde v la Grave | sneg | 3300 m |
| Brèche des Grandes Rousses | Allemont v Clavans                          | sneg             | 3100 m             |                       |      |        |
| Brèche de Valsenestre      | Bourg d'Oisans v Valsenestre                | pešpot           | 2634 m             |                       |      |        |
| Col Bayard                 | La Mure v Gap                               | cesta            | 1246 m             |                       |      |        |
| Col de la Casse Deserte    | La Berarde v La Grave                       | sneg             | 3510 m             |                       |      |        |
| Col de la Croix de Fer     | Bourg d'Oisans v Saint-Jean-d'Arves         | cesta            | 2062 m             |                       |      |        |
| Col de la Croix Haute      | Grenoble v Serres, Hautes-Alpes in Gap      | cesta, železnica | 1167 m             |                       |      |        |
| Col de la Lauze]]          | Saint-Christophe-en-Oisans v La Grave       | sneg             | 3543 m             |                       |      |        |
| Col de l'Alpe de Vénosc    | Vénosc v Les Deux Alpes                     | mulatjera        | 1660 m             |                       |      |        |
| Col de la Muande           | St Christophe v Val Gaudemar                | sneg             | 3059 m             |                       |      |        |
| Col de la Muzelle          | St Christophe v Valsenestre                 | pešpot           | 2500 m             |                       |      |        |
| Col d'Arsine               | La Grave to Le Monêtier-les-Bains           | mulatjera        | 2400 m             |                       |      |        |
| Col de la Temple           | La Berarde to Vallouise                     | sneg             | 3283 m             |                       |      |        |
| Col de la Vaurze           | Val Gaudemar v Valjouffrey                  | pešpot           | 2600 m             |                       |      |        |
| Col de l'Eychauda          | Vallouise v Le Monêtier-les-Bains           | mulatjera        | 2429 m             |                       |      |        |
| Col de l'Infernet          | La Grave v Saint-Jean-d'Arves               | pešpot           | 2690 m             |                       |      |        |
| Col de Martignare          | La Grave v Saint-Jean-d'Arves               | pešpot           | 2600 m             |                       |      |        |
| Col des Aiguilles d'Arves  | Valloire v Saint-Jean-d'Arves               | sneg             | 3150 m             |                       |      |        |
| Col des Avalanches         | La Berarde v Vallouise                      | sneg             | 3511 m             |                       |      |        |
| Col des Ecrins             | La Berarde to Vallouise                     | sneg             | 3415 m             |                       |      |        |
| Col des Prés Nouveaux      | Le Freney v Saint-Jean-d'Arves              | mulatjera        | 2293 m             |                       |      |        |
| Col des Quirlies           | Saint-Jean-d'Arves v Clavans                | sneg             | 2950 m             |                       |      |        |
| Col des Sept Laux          | Allevard]] v Bourg d'Oisans                 | mulatjera        | 2184 m             |                       |      |        |
| Col des Tourettes          | Orcières v Châteauroux-les-Alpes            | mulatjera        | 2580 m             |                       |      |        |
| Col de Val Estrete         | Val Gaudemar v Champoléon                   | pešpot           | 2620 m             |                       |      |        |
| Col de Vallonpierre        | Val Gaudemar v Champoléon                   | pešpot           | 2620 m             |                       |      |        |
| Col d'Orcières             | Dormillouse v Orcières                      | mulatjera        | 2700 m             |                       |      |        |
| Col d'Ornon                | Bourg d'Oisans v La Mure                    | cesta            | 1360 m             |                       |      |        |
| Col du Clot des Cavales    | La Berarde v La Grave                       | sneg             | 3128 m             |                       |      |        |
| Col du Galibier            | Col du Lautaret v Saint-Michel-de-Maurienne | cesta            | 2658 m             |                       |      |        |
| Col du Glacier Blanc       | La Grave v Vallouise                        | sneg             | 3308 m             |                       |      |        |
| Col du Glandon             | Bourg d'Oisans v La Chambre                 | cesta            | 1951 m             |                       |      |        |
| Col du Goleon              | La Grave v Valloire                         | foot path        | 2880 m             |                       |      |        |
| Col du Lautaret            | Briançon]] v Bourg d'Oisans                 | cesta            | 2075 m             |                       |      |        |
| Col du Loup du Valgaudemar | Vallouise v Val Gaudemar                    | sneg             | 3112 m             |                       |      |        |
| Col du Says                | La Berarde v Val Gaudemar                   | sneg             | 3136 m             |                       |      |        |
| Col du Sele                | La Berarde v Vallouise                      | sneg             | 3302 m             |                       |      |        |
| Col du Sellar              | Vallouise v Val Gaudemar                    | sneg             | 3067 m             |                       |      |        |
| Col Emile Pic              | La Grave v Vallouise                        | sneg             | 3502 m             |                       |      |        |
| Col Lombard                | La Grave v Saint-Jean-d'Arves               | sneg             | 3100 m             |                       |      |        |
| Pas de la Cavale           | Vallouise v Champoléon                      | slaba cesta      | 2740 m             |                       |      |        |

## Karte
Francoska uradna kartografija (Institut Géographique National - IGN); on-line version: www.geoportail.fr